# 氯化二茂钪
氯化二茂钪是一种有机钪化合物，化学式为(C5H5)2ScCl。它可由二茂镁和氯化钪在四氢呋喃中反应得到。该配合物中的氯很容易被取代，如和无水乙酸钠反应，得到乙酸二茂钪；和苯乙炔钠反应，得到苯乙炔基二茂钪二聚体。
氯化二茂钪经单晶X射线衍射表征其结构为二聚体，氯为桥联配体。它是单斜晶系的晶体，空间群P21/c。